# Ирина Јањина
Ирина Јурјевна Јањина (рус. Ири́на Ю́рьевна Я́нина; Талди-Курган, 27. новембар 1966 — Карамахи, Бујански рејон, 31. август 1999), медицинска сестра, учесница Првог чеченског рата и херој Руске Федерације.

## Биографија
Ирина Јањина је рођена 27. новембра 1966. године у Талди-Кургану у Казашкој ССР. Након завршене средње медицинске школе, радила је као медицинска сестра у амбуланти туберкулозног диспанзера и породилишта.
Године 1995. се преселила из Казахстана у Русију и тада је ступила на уговорну службу у Унутрашње трупама Министарства унутрашњих послова Руске федерације. Радила је као медицинска сестра у бригади полиције у Калачу на Дону, у Волгоградској области. Током Првог чеченског рата, који је трајао од 1994. до 1996. године, два пута је боравила на подручју војних операција. Непосредно пред почетка Другог чеченског рата, од јула 1999. године боравила је у Дагестану.
Почетком августа 1999, чеченске снаге су извршиле инвазију на Дагестан, у циљу подршке исламистичким снагама, које су почетком 1998. године прогласиле исламску републику на подручју западног Дагестана. Као одговор, руске снаге су покренуле војну операцију у којој су након неколико седмица тешких борби протјерали побуњенике натраг у Чеченију. Приликом чишћења села Карамахи, у Бујанском рејону, 31. августа 1999. године Ирина је била део тима за евакуацију и помагала је рањеним борцима. Ризикујући свој живот спасила је 15 рањеника, а три пута је у оклопном транспортеру ишла на саму линију фронта, где је извадила још 28 рањених војника.
Током четвртог одласка на линију по рањенике, избио је непријатељски контранапад. Одмах по доласку на линију, Ирина је организовала утовар рањеника, док су је војници покривали ватром из митраљеза. Приликом уласка у оклопни транспортер, пале су две гранате, што је резултирало насилном ватром. Ирина је тада организовала вађење рањеника из транспортера. Захваљујући њеној брзој акцији, спашен је капетан Кривцов и двојица војника, али је она остала у запаљеном транспортеру и страдала. Сахрањена је у Калачу на Дону.
За исказани хероизам постхумно је 14. октобра 1999. године указом председника Руске Федерације Бориса Јељцина проглашена је за хероја Руске Федерације.